# Yūji Ashimoto
Yūji Ashimoto (jap. 葦本祐二, Ashimoto Yūji, ur. 1970) – japoński skoczek narciarski. Najlepsze wyniki w Pucharze Świata osiągnął w sezonie 1992/1993, kiedy zajął 32. miejsce w klasyfikacji generalnej.

## Puchar Świata

### Miejsca w klasyfikacji generalnej
| Sezon     | Miejsce |
| --------- | ------- |
| 1992/1993 | 32.     |

### Miejsca na podium w konkursach indywidualnychPucharu Świata
1. Predazzo – 23 stycznia 1993 (3. miejsce)

### Miejsca w poszczególnych konkursach indywidualnychPucharu Świata
| Źródło | Źródło  | Źródło     | Źródło     | Źródło    | Źródło     | Źródło                 | Źródło    | Źródło        | Źródło   | Źródło          | Źródło          | Źródło  | Źródło  | Źródło      | Źródło       | Źródło        | Źródło      | Źródło      | Źródło | Źródło | Źródło | Źródło | Źródło | Źródło | Źródło | Źródło | Źródło | Źródło | Źródło | Źródło | Źródło | Źródło | Źródło | Źródło | Źródło | Źródło | Źródło | Źródło | Źródło | Źródło | Źródło | Źródło | Źródło | Źródło | Źródło | Źródło | Źródło | Źródło | Źródło |
| --- | ------- | ---------- | ---------- | --------- | ---------- | ---------------------- | --------- | ------------- | -------- | --------------- | --------------- | ------- | ------- | ----------- | ------------ | ------------- | ----------- | ----------- | ------ | ------ | ------ | ------ | ------ | ------ | ------ | ------ | ------ | ------ | ------ | ------ | ------ | ------ | ------ | ------ | ------ | ------ | ------ | ------ | ------ | ------ | ------ | ------ | ------ | ------ | ------ | ------ | ------ | ------ | ------ |
| Sezon 1992/1993 |         |            |            |           |            |                        |           |               |          |                 |                 |         |         |             |              |               |             |             |        |        |        |        |        |        |        |        |        |        |        |        |        |        |        |        |        |        |        |        |        |        |        |        |        |        |        |        |        |        |        |
| Falun | Falun   | Ruhpolding | Sapporo    | Sapporo   | Oberstdorf | Garmisch-Partenkirchen | Innsbruck | Bischofshofen | Predazzo | Bad Mitterndorf | Bad Mitterndorf | Lahti   | Lahti   | Lillehammer | Oslo         | Planica       | punkty      | punkty      | punkty | punkty | punkty | punkty | punkty | punkty | punkty | punkty | punkty | punkty | punkty | punkty | punkty | punkty | punkty | punkty | punkty |        |        |        |        |        |        |        |        |        |        |        |        |        |        |
| - | -       | -          | -          | 12        | -          | -                      | -         | -             | 3        | -               | -               | -       | -       | -           | -            | -             | 19          | 19          | 19     | 19     | 19     | 19     | 19     | 19     | 19     | 19     | 19     | 19     | 19     | 19     | 19     | 19     | 19     | 19     | 19     |        |        |        |        |        |        |        |        |        |        |        |        |        |        |
| Sezon 1993/1994 |         |            |            |           |            |                        |           |               |          |                 |                 |         |         |             |              |               |             |             |        |        |        |        |        |        |        |        |        |        |        |        |        |        |        |        |        |        |        |        |        |        |        |        |        |        |        |        |        |        |        |
| Planica | Planica | Predazzo   | Courchevel | Engelberg | Oberstdorf | Garmisch-Partenkirchen | Innsbruck | Bischofshofen | Murau    | Liberec         | Liberec         | Sapporo | Sapporo | Lahti       | Örnsköldsvik | MŚL – Planica | Thunder Bay | Thunder Bay | punkty |        |        |        |        |        |        |        |        |        |        |        |        |        |        |        |        |        |        |        |        |        |        |        |        |        |        |        |        |        |        |
| - | -       | -          | -          | -         | -          | -                      | -         | -             | -        | -               | -               | 45      | 53      | -           | -            | -             | -           | -           | 0      |        |        |        |        |        |        |        |        |        |        |        |        |        |        |        |        |        |        |        |        |        |        |        |        |        |        |        |        |        |        |
| Legenda |         |            |            |           |            |                        |           |               |          |                 |                 |         |         |             |              |               |             |             |        |        |        |        |        |        |        |        |        |        |        |        |        |        |        |        |        |        |        |        |        |        |        |        |        |        |        |        |        |        |        |
| 1 2 3 4-10 11-30 poniżej 30 dq – dyskwalifikacja q – dyskwalifikacja w kwalifikacjach q – zawodnik nie zakwalifikował się - – zawodnik nie wystartował |         |            |            |           |            |                        |           |               |          |                 |                 |         |         |             |              |               |             |             |        |        |        |        |        |        |        |        |        |        |        |        |        |        |        |        |        |        |        |        |        |        |        |        |        |        |        |        |        |        |        |

### Miejsca w poszczególnych konkursach drużynowychPucharu Świata
| Źródło                                       | Źródło          | Źródło          | Źródło          | Źródło          | Źródło          | Źródło          | Źródło          | Źródło        | Źródło       |
| -------------------------------------------- | --------------- | --------------- | --------------- | --------------- | --------------- | --------------- | --------------- | ------------- | ------------ |
| Sezon 1992/1993                              | Sezon 1992/1993 | Sezon 1992/1993 | Sezon 1992/1993 | Sezon 1992/1993 | Sezon 1992/1993 | Sezon 1992/1993 | Sezon 1992/1993 | Predazzo K120 | Planica K120 |
| Sezon 1992/1993                              | Sezon 1992/1993 | Sezon 1992/1993 | Sezon 1992/1993 | Sezon 1992/1993 | Sezon 1992/1993 | Sezon 1992/1993 | Sezon 1992/1993 | 3             | -            |
| Legenda                                      |                 |                 |                 |                 |                 |                 |                 |               |              |
| 1 2 3 poniżej 3 - – zawodnik nie wystartował |                 |                 |                 |                 |                 |                 |                 |               |              |

## Puchar Kontynentalny

### Miejsca w klasyfikacji generalnej
| Sezon     | Miejsce |
| --------- | ------- |
| 1993/1994 | 100.    |

### Miejsca w poszczególnych konkursachPucharu Kontynentalnego
| Źródło                                                                        | Źródło      | Źródło         | Źródło  | Źródło | Źródło       | Źródło      | Źródło | Źródło  | Źródło  | Źródło    | Źródło    | Źródło   | Źródło   | Źródło     | Źródło     | Źródło  | Źródło        | Źródło        | Źródło    | Źródło    | Źródło           | Źródło  | Źródło  | Źródło | Źródło   | Źródło   | Źródło              | Źródło              | Źródło | Źródło | Źródło | Źródło    | Źródło | Źródło | Źródło | Źródło | Źródło | Źródło | Źródło | Źródło | Źródło | Źródło | Źródło | Źródło | Źródło | Źródło | Źródło | Źródło | Źródło | Źródło | Źródło | Źródło | Źródło | Źródło | Źródło | Źródło | Źródło | Źródło | Źródło |
| ----------------------------------------------------------------------------- | ----------- | -------------- | ------- | ------ | ------------ | ----------- | ------ | ------- | ------- | --------- | --------- | -------- | -------- | ---------- | ---------- | ------- | ------------- | ------------- | --------- | --------- | ---------------- | ------- | ------- | ------ | -------- | -------- | ------------------- | ------------------- | ------ | ------ | ------ | --------- | ------ | ------ | ------ | ------ | ------ | ------ | ------ | ------ | ------ | ------ | ------ | ------ | ------ | ------ | ------ | ------ | ------ | ------ | ------ | ------ | ------ | ------ | ------ | ------ | ------ | ------ | ------ |
| Sezon 1993/1994                                                               |             |                |         |        |              |             |        |         |         |           |           |          |          |            |            |         |               |               |           |           |                  |         |         |        |          |          |                     |                     |        |        |        |           |        |        |        |        |        |        |        |        |        |        |        |        |        |        |        |        |        |        |        |        |        |        |        |        |        |        |        |
| Lillehammer                                                                   | Lillehammer | Oberwiesenthal | Lauscha | Wörgl  | Sankt Moritz | Sankt Aegyd | Gallio | Sapporo | Sapporo | Willingen | Willingen | Ironwood | Ironwood | Ruhpolding | Saalfelden | Planica | Iron Mountain | Iron Mountain | Ishpeming | Schönwald | Titisee-Neustadt | Calgary | Calgary | Zaō    | Zakopane | Zakopane | Szczyrbskie Jezioro | Szczyrbskie Jezioro | Sprova | Sprova | Ruka   | Rovaniemi | punkty |        |        |        |        |        |        |        |        |        |        |        |        |        |        |        |        |        |        |        |        |        |        |        |        |        |        |
| -                                                                             | -           | 24             | 17      | 18     | -            | -           | -      | 24      | 9       | -         | -         | -        | -        | -          | -          | -       | -             | -             | -         | -         | -                | -       | -       | 30     | -        | -        | -                   | -                   | -      | -      | -      | -         | 71     |        |        |        |        |        |        |        |        |        |        |        |        |        |        |        |        |        |        |        |        |        |        |        |        |        |        |
| Legenda                                                                       |             |                |         |        |              |             |        |         |         |           |           |          |          |            |            |         |               |               |           |           |                  |         |         |        |          |          |                     |                     |        |        |        |           |        |        |        |        |        |        |        |        |        |        |        |        |        |        |        |        |        |        |        |        |        |        |        |        |        |        |        |
| 1 2 3 4-10 11-30 poniżej 30 dq – dyskwalifikacja - – zawodnik nie wystartował |             |                |         |        |              |             |        |         |         |           |           |          |          |            |            |         |               |               |           |           |                  |         |         |        |          |          |                     |                     |        |        |        |           |        |        |        |        |        |        |        |        |        |        |        |        |        |        |        |        |        |        |        |        |        |        |        |        |        |        |        |